# Le Cœur est maître
Pour plus de détails, voir Fiche technique et Distribution.
Le Cœur est maître (Herz ist Trumpf) est un film allemand réalisé par Carl Boese, sorti en 1934.

## Synopsis
Toni, la fille de Paulsen, un riche propriétaire d'hôtels, est à la recherche d'un homme qui ne veut pas d'elle que pour l'argent. Un jour, son père décide de faire une croisière dans le sud de l'Europe pour inspecter ses établissements et prend Toni. Habillée comme un garçon de cabine, elle rencontre le jeune Bert Reno qui possède aussi un hôtel sur la côte. Quand elle le croise de nouveau habillée avec des vêtements féminins, elle se fait passer pour la sœur d'Anton, ce garçon de cabine. Toni se fait embaucher comme serveuse dans le but qu'il fasse attention à elle et dans l'espoir qu'il serait le mari idéal. Les choses se compliquent quand vient Mme Neubauer, un amour de jeunesse du père de Toni. Par coïncidence, tout le monde se retrouve à l'hôtel de Reno. Rapidement Paulsen se rend compte que sa fille travaille ici mais cache sa réaction.
Paulsen ne veut pas la voir travailler, surtout ici. Mais il voit que Reno tient à Toni et qu'il pourrait être l'homme de sa vie. Bert veut rencontrer Toni et cherche ainsi Anton. Toni multiplie les déguisements pour lui échapper. Lorsque Toni commet une grave erreur comme employé de l'hôtel, Bert estime qu'il est temps de la virer. Mais bientôt il se rend compte à quel point il a des sentiments pour la jeune femme. Bert découvre que Toni est la fille de Paulsen et se précipite dans le yacht à quai pour parler à Anton. Toni le voit débarquer et a à peine le temps de se déguiser en Toni. Il devient clair que Toni et Anton sont la même personne. Ils se tombent dans les bras.

## Fiche technique
- Titre français : Le Cœur est maître[1]
- Titre original : Herz ist Trumpf
- Réalisation : Carl Boese
- Scénario : Walter Wassermann
- Musique : Carl von Bazant
- Direction artistique : Alfred Bütow (de), Erich Czerwonski
- Photographie : Willy Winterstein
- Son : Walter Rühland
- Montage : Hermann Haller
- Production : Eberhard Klagemann (de)
- Sociétés de production : Klagemann-Film
- Société de distribution : Fox
- Pays de production :  Reich allemand
- Langue : allemand
- Format : Couleur - 1,37:1 - Mono - 35 mm
- Genre : Comédie
- Durée : 95 minutes
- Dates de sortie :
  - Allemagne : 31 décembre 1934.
  - France : 9 septembre 1937[1].

## Distribution
- Jenny Jugo : Toni
- Paul Hörbiger : Paulsen, son père
- Friedrich Benfer : Bert Reno
- Käthe Haack : Mme Neubauer
- Horst Birr (de) : Peter, garçon de cabine, l'ami de Toni
- Vicky Werckmeister (de) : la chanteuse de la trattoria
- Günther Lüders : Jonny Adriani
- Walter Gross : Hans-Joachim Müller
- Albert Florath : Le timonier
- Karl Platen : Le majordome
- Emmy Wyda
- Bruno Ziener

## Article annexe
- Liste des longs métrages allemands créés sous le nazisme

## Source de la traduction
- (de) Cet article est partiellement ou en totalité issu de l’article de Wikipédia en allemand intitulé « Herz ist Trumpf (1934) » (voir la liste des auteurs).